# Schmidhof (Breitenbrunn)
Schmidhof, früher auch Schmidhöf oder Schmitthöf genannt, ist ein Gemeindeteil des Marktes Breitenbrunn im bayerischen Landkreis Neumarkt in der Oberpfalz.

## Geographie
Der Weiler liegt knapp 3,5 km südlich des Gemeindesitzes im Oberpfälzer Jura auf der Jurahochfläche, nahezu am Rand des Tales der Weißen Laaber. Er ist erreichbar über die Kreisstraße NM 26, von der in Premerzhofen eine Gemeindeverbindungsstraße nach Schmidhof abzweigt.

## Geschichte
Im Königreich Bayern gehörte die Einöde Schmidhof zur Gemeinde Premerzhofen, im 19. Jahrhundert in der Schreibweise Premertshofen, im oberpfälzischen Land-/Amtsgericht Riedenburg.
Die Einöde bestand
- 1861 aus 15 Einwohnern in drei Häusern,[1]
- 1900 aus 13 Einwohnern in zwei Wohngebäuden,[2]
- 1925 aus 8 Einwohnern in zwei Wohngebäuden,[3]
- 1950 aus 12 Einwohnern in zwei Wohngebäuden.[4]

Mit der Gebietsreform in Bayern wurde die Gemeinde Premerzhofen 1972 aufgelöst und die Gemeindeteile in den Markt Breitenbrunn und damit in den Landkreis Neumarkt eingegliedert. 1987 hatte Schmidhof bei drei Wohngebäuden (Schmidhof 17–19) 14 Einwohner.

## Kirchliche Verhältnisse
Schmidhof gehörte zur katholischen Kirche St. Alban in Premerzhofen, eine Filiale der Pfarrei Breitenbrunn im Bistum Eichstätt. 1937 lebten Schmidhof zehn Katholiken (und keine Nicht-Katholiken). Beim Ortseingang von Premerzhofen her befindet sich eine Kapelle.